# Lilli Schwarzkopf
Lilli Schwarzkopf (Novopokrovka, 28 agosto 1983) è una multiplista tedesca, argento olimpico nell'eptathlon ai Giochi olimpici di Londra 2012.

## Progressione

### 200 metri piani
| Stagione | Risultato | Luogo        | Data      | Rank. Mond. |
| -------- | --------- | ------------ | --------- | ----------- |
| 2012     | 24"75     | Marburgo     | 21-7-2012 |             |
| 2011     | 24"72     | Ratingen     | 16-7-2011 |             |
| 2010     | 25"31     | Ratingen     | 19-6-2010 |             |
| 2009     | 25"43     | Ratingen     | 20-6-2009 |             |
| 2008     | 25"22     | Ratingen     | 21-6-2008 |             |
| 2007     | 25"08     | Osaka        | 25-8-2007 |             |
| 2006     | 24"78     | Ratingen     | 24-6-2006 |             |
| 2005     | 25"42     | Götzis       | 28-5-2005 |             |
| 2004     | 24"89     | Vaterstetten | 4-9-2004  |             |
| 2003     | -         | -            | -         | -           |
| 2002     | 26"03     | Kingston     | 19-7-2002 |             |

### 800 metri piani
| Stagione | Risultato | Luogo    | Data      | Rank. Mond. |
| -------- | --------- | -------- | --------- | ----------- |
| 2012     | 2'10"50   | Londra   | 4-8-2012  |             |
| 2011     | 2'13"66   | Ratingen | 17-7-2011 |             |
| 2010     | 2'13"60   | Ratingen | 20-6-2010 |             |
| 2009     | 2'14"68   | Götzis   | 31-5-2009 |             |
| 2008     | 2'10"91   | Pechino  | 16-8-2008 |             |
| 2007     | 2'11"69   | Götzis   | 27-5-2007 |             |
| 2006     | 2'09"63   | Ratingen | 25-6-2006 |             |
| 2005     | 2'11"22   | Götzis   | 28-5-2005 |             |
| 2004     | 2'09"69   | Ratingen | 27-6-2004 |             |
| 2003     | -         | -        | -         | -           |
| 2002     | 2'17"15   | Kingston | 20-7-2002 |             |

### 60 metri ostacoli indoor
| Stagione | Risultato | Luogo                 | Data      | Rank. Mond. |
| -------- | --------- | --------------------- | --------- | ----------- |
| 2012     | 8"53      | Ludwigshafen am Rhein | 21-1-2012 |             |
| 2011     | -         | -                     | -         | -           |
| 2010     | -         | -                     | -         | -           |
| 2009     | 8"64      | Dortmund              | 17-1-2009 |             |
| 2008     | 8"55      | Francoforte sul Meno  | 27-1-2008 |             |
| 2007     | 8"66      | Dortmund              | 13-1-2007 |             |

### 100 metri ostacoli
| Stagione | Risultato | Luogo        | Data      | Rank. Mond. |
| -------- | --------- | ------------ | --------- | ----------- |
| 2012     | 13"26     | Londra       | 3-8-2012  |             |
| 2011     | 13"32     | Ratingen     | 16-7-2011 |             |
| 2010     | 13"64     | Baunatal     | 2-6-2010  |             |
| 2009     | 13"80     | Berlino      | 15-8-2009 |             |
| 2008     | 13"51     | Ratingen     | 21-6-2008 |             |
| 2007     | 13"50     | Leverkusen   | 10-8-2007 |             |
| 2006     | 13"60     | Ratingen     | 24-6-2006 |             |
| 2005     | 13"72     | Erfurt       | 14-7-2005 |             |
| 2004     | 13"74     | Vaterstetten | 4-9-2004  |             |
| 2003     | -         | -            | -         | -           |
| 2002     | 14"33     | Kingston     | 19-7-2002 |             |

### Salto in alto
| Stagione | Risultato | Luogo        | Data      | Rank. Mond. |
| -------- | --------- | ------------ | --------- | ----------- |
| 2012     | 1,83 m    | Londra       | 3-8-2012  |             |
| 2011     | 1,80 m    | Taegu        | 29-8-2011 |             |
| 2010     | 1,80 m    | Ratingen     | 19-6-2010 |             |
| 2009     | 1,76 m    | Götzis       | 30-5-2009 |             |
| 2008     | 1,82 m    | Ratingen     | 21-6-2008 |             |
| 2007     | 1,83 m    | Osaka        | 25-8-2007 |             |
| 2006     | 1,82 m    | Götzis       | 27-5-2006 |             |
| 2005     | 1,82 m    | Götzis       | 28-5-2005 |             |
| 2004     | 1,75 m    | Vaterstetten | 4-9-2004  |             |
| 2003     | -         | -            | -         | -           |
| 2002     | 1,68 m    | Kingston     | 19-7-2002 |             |

### Salto in alto indoor
| Stagione | Risultato | Luogo                | Data      | Rank. Mond. |
| -------- | --------- | -------------------- | --------- | ----------- |
| 2009     | 1,68 m    | Dortmund             | 17-1-2009 |             |
| 2008     | 1,81 m    | Francoforte sul Meno | 27-1-2008 |             |
| 2007     | 1,77 m    | Dortmund             | 13-1-2007 |             |

### Salto in lungo
| Stagione | Risultato | Luogo       | Data      | Rank. Mond. |
| -------- | --------- | ----------- | --------- | ----------- |
| 2012     | 6,32 m    | Marburgo    | 22-7-2012 |             |
| 2011     | 6,18 m    | Taegu       | 30-8-2011 |             |
| 2010     | -         | -           | -         | -           |
| 2009     | 6,30 m    | Götzis      | 31-5-2009 |             |
| 2008     | 6,30 m    | Ratingen    | 22-7-2008 |             |
| 2007     | 6,34 m    | Ratingen    | 17-6-2007 |             |
| 2006     | 6,20 m    | Ratingen    | 25-6-2006 |             |
| 2005     | 6,12 m    | Erfurt      | 15-7-2005 |             |
| 2004     | 6,03 m    | Filderstadt | 6-6-2004  |             |
| 2003     | -         | -           | -         | -           |
| 2002     | 5,68 m    | Kingston    | 20-7-2002 |             |

### Salto in lungo indoor
| Stagione | Risultato | Luogo                 | Data      | Rank. Mond. |
| -------- | --------- | --------------------- | --------- | ----------- |
| 2012     | 5,94 m    | Ludwigshafen am Rhein | 21-1-2012 |             |
| 2011     | -         | -                     | -         | -           |
| 2010     | 6,12 m    | Leverkusen            | 7-2-2010  |             |
| 2009     | 5,87 m    | Dortmund              | 17-1-2009 |             |
| 2008     | 6,27 m    | Bielefeld             | 13-1-2008 |             |
| 2007     | 6,35 m    | Francoforte sul Meno  |           |             |

### Getto del peso
| Stagione | Risultato | Luogo    | Data      | Rank. Mond. |
| -------- | --------- | -------- | --------- | ----------- |
| 2012     | 14,77 m   | Londra   | 3-8-2012  |             |
| 2011     | 14,89 m   | Taegu    | 29-8-2011 |             |
| 2010     | 14,23 m   | Ratingen | 19-6-2010 |             |
| 2009     | 14,05 m   | Götzis   | 30-5-2009 |             |
| 2008     | 14,61 m   | Pechino  | 15-8-2008 |             |
| 2007     | 13,68 m   | Götzis   | 26-5-2007 |             |
| 2006     | 14,26 m   | Götzis   | 27-5-2006 |             |
| 2005     | 13,21 m   | Erfurt   | 15-7-2005 |             |
| 2004     | 13,00 m   | Ratingen | 26-6-2004 |             |
| 2003     | -         | -        | -         | -           |
| 2002     | 11,25 m   | Kingston | 19-7-2002 |             |

### Getto del peso indoor
| Stagione | Risultato | Luogo                 | Data      | Rank. Mond. |
| -------- | --------- | --------------------- | --------- | ----------- |
| 2012     | 14,69 m   | Ludwigshafen am Rhein | 21-1-2012 |             |
| 2011     | -         | -                     | -         | -           |
| 2010     | -         | -                     | -         | -           |
| 2009     | 13,38 m   | Dortmund              | 17-1-2009 |             |
| 2008     | 14,83 m   | Francoforte sul Meno  | 27-1-2008 |             |
| 2007     | 13,39 m   | Dortmund              | 13-1-2007 |             |

### Tiro del giavellotto
| Stagione | Risultato | Luogo       | Data      | Rank. Mond. |
| -------- | --------- | ----------- | --------- | ----------- |
| 2012     | 53,18 m   | Götzis      | 27-5-2012 |             |
| 2011     | 51,75 m   | Ratingen    | 17-7-2011 |             |
| 2010     | 53,16 m   | Ratingen    | 20-6-2010 |             |
| 2009     | 55,25 m   | Ratingen    | 21-6-2009 |             |
| 2008     | 54,81 m   | Ratingen    | 22-6-2008 |             |
| 2007     | 54,44 m   | Osaka       | 26-8-2007 |             |
| 2006     | 52,13 m   | Ratingen    | 25-6-2006 |             |
| 2005     | 50,21 m   | Erfurt      | 15-7-2005 |             |
| 2004     | 49,02 m   | Filderstadt | 6-6-2004  |             |
| 2003     | -         | -           | -         | -           |
| 2002     | 47,53 m   | Kingston    | 20-7-2002 |             |

### Eptathlon
| Stagione | Risultato | Luogo    | Data      | Rank. Mond. |
| -------- | --------- | -------- | --------- | ----------- |
| 2012     | 6649 p.   | Londra   | 4-8-2012  |             |
| 2011     | 6370 p.   | Ratingen | 17-7-2011 |             |
| 2010     | 6386 p.   | Ratingen | 20-6-2010 |             |
| 2009     | 6355 p.   | Ratingen | 21-6-2009 |             |
| 2008     | 6536 p.   | Ratingen | 22-6-2008 |             |
| 2007     | 6439 p.   | Osaka    | 26-8-2007 |             |
| 2006     | 6420 p.   | Göteborg | 8-8-2006  |             |
| 2005     | 6196 p.   | Erfurt   | 15-7-2005 |             |
| 2004     | 6161 p.   | Ratingen | 27-6-2004 |             |
| 2003     | 5735 p.   | Wesel    | 24-8-2003 |             |
| 2002     | 5597 p.   | Kingston | 20-7-2002 |             |

### Pentathlon
| Stagione | Risultato | Luogo                | Data      | Rank. Mond. |
| -------- | --------- | -------------------- | --------- | ----------- |
| 2008     | 4641 p.   | Francoforte sul Meno | 27-1-2008 |             |
| 2007     | 4617 p.   | Francoforte sul Meno | 28-1-2007 |             |
| 2006     | 4501 p.   | Francoforte sul Meno | 29-1-2006 |             |
| 2005     | 4409 p.   | Halle                | 30-1-2005 |             |
| 2004     | 4251 p.   | Halle                | 31-1-2004 |             |
| 2003     | 4013 p.   | Halle                | 2-2-2003  |             |

## Palmarès
| Anno | Manifestazione    | Sede     | Evento    | Risultato | Prestazione | Note                          |
| ---- | ----------------- | -------- | --------- | --------- | ----------- | ----------------------------- |
| 2002 | Mondiali juniores | Kingston | Eptathlon | 5ª        | 5597 p.     |                               |
| 2005 | Mondiali          | Helsinki | Eptathlon | 13ª       | 5993 p.     |                               |
| 2006 | Europei           | Göteborg | Eptathlon | Bronzo    | 6420 p.     |                               |
| 2007 | Mondiali          | Osaka    | Eptathlon | 5ª        | 6439 p.     | Miglior prestazione personale |
| 2008 | Giochi olimpici   | Pechino  | Eptathlon | 7ª        | 6379 p.     |                               |
| 2009 | Mondiali          | Berlino  | Eptathlon | dnf       | dnf         |                               |
| 2011 | Mondiali          | Taegu    | Eptathlon | 5ª        | 6321 p.     |                               |
| 2012 | Giochi olimpici   | Londra   | Eptathlon | Argento   | 6649 p.     |                               |
| 2014 | Europei           | Zurigo   | Eptathlon | 5ª        | 6332 p.     | Miglior prestazione personale |